# NGC 5408
NGC 5408 (również PGC 50073) – galaktyka nieregularna (IBm), znajdująca się w gwiazdozbiorze Centaura w odległości 16 milionów lat świetlnych. Została odkryta 5 czerwca 1834 roku przez Johna Herschela. Galaktyka ta należy do grupy galaktyk M83.